# Djungelnattskärra
Djungelnattskärra (Caprimulgus indicus) är en asiatisk fågel i familjen nattskärror.

## Utseende och läten
Djungelnattskärran är en 21,5–25 cm lång grå till gråbrun och kraftigt svarttecknad nattskärra. Jämfört med de flesta andra nattskärror i dess utbredningsområde saknar den ett rostbrunt band i nacken och beige- eller rostfärgade kanter på skapularerna. Djungelnattskärra och kinesisk nattskärra (C. jotaka) behandlades tidigare som en och samma art, men den senare skiljer sig från den förra genom större storlek och än mörkare fjäderdräkt. Vidare skiljer sig lätena tydligt, där djungelnattskärran levererar en ganska långsam, taktfast serie med tydligt tvåstaviga toner jämfört med kinesiska nattskärrans serie med snabba, enstaviga och snärtiga toner.

## Utbredning och systematik
Djungelnattskärra delas in i två underarter med följande utbredning:
- Caprimulgus indicus indicus – förekommer på Indiska halvön söder om Himalaya
- Caprimulgus indicus kelaarti – förekommer i Sri Lanka

Tidigare betraktades även kinesisk nattskärra (C. jotaka inklusive hazarae) och palaunattskärra (C. phalaena) som underarter till indicus, då under namnet orientnattskärra, men båda urskiljs nu som egna arter.

## Status och hot
Arten har ett stort utbredningsområde, men tros minska i antal, dock inte tillräckligt kraftigt för att den ska betraktas som hotad. Internationella naturvårdsunionen IUCN listar arten som livskraftig (LC). Världspopulationen har inte uppskattats men den beskrivs som lokalt vanlig till mycket vanlig.